# Metafonia
Metafonia en lingüística històrica és un terme general per una classe de canvi de so en el qual del timbre d'una vocal es tanca per influència d'una vocal tancada final, en un procés d'assimilació lingüística.
Es pot distingir entre la metafonia progressiva, en la qual una vocal al principi de paraula influencia una vocal següent, de la metafonia regressiva, en la qual una vocal cap al final de la paraula influencia una vocal precedent.
La metafonia progressiva també es diu harmonia vocàlica però alguns lingüistes fan servir també el terme harmonia vocàlica per la metafonia regressiva.
Entre els exemples de metafonia regressiva hi ha la mutació de la i (en alemany es diu umlaut) i la mutació de la a.